# John Henry Gurney
John Henry Gurney (Earlham Hall bij Norwich, Norfolk, 4 juli 1819 - Northrepps, Norfolk, 20 april 1890) was een Britse bankier en amateur-ornitholoog.

## Jeugd en opleiding
Gurney was de enige zoon van de bankier Joseph John Gurney. Op 10-jarige leeftijd werd hij naar een privéleraar in Leytonstone in de buurt van Epping Forest gestuurd, waar hij de ornitholoog Henry Doubleday ontmoette en zijn eerste verzameling van natuurhistorische preparaten begon. Van daaruit verhuisde hij naar de Friends School in Tottenham, waar hij kennis maakte met William Yarrell. Op 17-jarige leeftijd kwam hij in dienst van de bankinstelling van zijn familie in Norwich.

## Carrière
Gurney publiceerde een aantal artikelen in het tijdschrift The Zoologist over de vogels van Norfolk. Bovendien verzamelde hij balgen van roofvogels. Hij had diverse contacten van mensen die hem balgen stuurden van roofvogels uit alle delen van de wereld. In 1864 publiceerde hij het eerste deel van de Descriptive Catalogue over zijn verzameling en in 1872 schreef hij The Birds of Damara Land, gebruik makend van de aantekeningen van zijn vriend Charles John Andersson.
Tussen 1875 en 1882 publiceerde hij een reeks korte notities in het ornithologische tijdschrift Ibis en het eerste deel van de Catalogue of Birds in the British Museum. In 1884 volgde de List of Diurnal Birds of Prey, with References and Annotations.
De laatste 20 jaar van zijn leven bracht Gurney door op zijn familiebezit in Northrepps nabij Cromer. Zijn zoon John Henry Gurney jr. was eveneens ornitholoog en zijn achter-achterkleinzoon Henry Richard Gurney uit Heggatt Hall zet de familietraditie voort.
Gurney beschreef zeven nieuwe vogelsoorten, waaronder de madagaskartorenvalk en de madagaskarshikra. Soorten als de grote dwergooruil, de Gurneys pitta, de Gurneys lijster, de Molukkenarend en de Gurneys suikervogel werden naar hem benoemd.

## Overlijden
John Henry Gurney overleed in april 1890 op 70-jarige leeftijd.
- Gemeinsame Normdatei: 140305270
- SNAC: w6vt5016
- Virtual International Authority File: 103835691
- WorldCat: E39PBJjRTWMRpgQpTkKGmJMF8C